# Anne Marcotte
Pour les articles homonymes, voir Marcotte.
Anne Marcotte est une entrepreneure, conférencière, productrice, conceptrice et animatrice québécoise. Elle a fondé deux entreprises, conçu, produit et animé des émissions de télévision dont plusieurs sont consacrées à l'entrepreneuriat.

## Biographie
Anne Marcotte est native de Charlesbourg devenu depuis 2002 un arrondissement de la ville de Québec. Elle, qui a grandi dans une famille dont le revenu était modeste, refusait de penser qu'elle était "née pour un petit pain" même si son rêve de faire de grandes études avait été éteint.

### Débuts sur le marché du travail
Anne Marcotte fit ses débuts sur le marché de l'emploi comme secrétaire-réceptionniste payée 7,00 $ / l'heure dans une petite entreprise de production audiovisuelle. Au bout de neuf ans, son patron mis l'entreprise à vendre. Elle proposa de l'acheter. Celui-ci refusa. Elle quitta son emploi. Quelques jours plus tard, un employeur concurrent lui offrit un emploi et 15 % des parts de l'entreprise.

### Point tournant de son cheminement professionnel
Alors qu'elle était à l'emploi de cette entreprise depuis six mois, elle subit un congédiement injustifié. Ce fut un choc pour elle. Peu de temps après, elle reçut un appel de l'un des employés de cette même entreprise. Un petit groupe de ceux-ci étant en désaccord concernant son congédiement, ils lui proposèrent de fonder sa propre entreprise et de la suivre dans cette aventure. Ainsi naquit à l’automne 1996 Marcotte Multimédia, une entreprise spécialisée dans la conception et la réalisation de sites internet.
Elle commente ainsi ce point tournant de sa vie:
[Ce congédiement]..."n’avait finalement pas vraiment signé la fin de quelque chose pour moi. Au contraire. [Cela] m’avait dirigée vers le début de quelque chose d’autre. Depuis ce jour, je tente de ne pas oublier que derrière chaque situation difficile, se cache, plus souvent qu’autrement, un nouveau début qui peut nous mener encore bien plus loin."
Toutefois, la partie n'était pas gagnée pour autant pour cette jeune entreprise. C'est alors que sa fondatrice eut l'idée de proposer la candidature de celle-ci pour la participation d'une mission commerciale en Chine qui devait avoir lieu en 1997 à la tête de laquelle se trouvait le premier ministre québécois de l'époque, Lucien Bouchard. Elle fut acceptée permettant à Anne Marcotte (la plus jeune des 3 femmes participant à la mission) de nouer des liens d'affaires avec certains des 160 dirigeants de compagnies et organisations présents durant ce voyage qui se concrétisèrent quelque temps après par de nombreux contrats.
La croissance et les profits étant au rendez-vous, celle qui avait fondé Marcotte Multimédia vendit 50 % de son entreprise en 1999 et le reste sept ans plus tard en 2006, à Transcontinental. Les bénéfices de cette transaction écartèrent tout soucis financiers faisant d'elle, à 39 ans, une nouvelle millionnaire au Québec. Elle eut à vivre cette transition en traversant une période d'adaptation :
« Habituée de travailler 70 heures par semaine, le choc est considérable. Sans carte d'affaires, tu deviens une nobody. Graduellement, j'ai apprivoisé ma situation. Grâce à mon fils, je me suis connectée sur les vraies valeurs. »

### Nouveau départ entrepreneurial
Anne Marcotte n'allait pas s'arrêter en si bon chemin. Après Marcotte Multimédia, elle fonde, en janvier 2006, Vivemtia, une entreprise produisant des séries télévisées de même que des conférences dont le thème central est l'entrepreneuriat. Elle qui était au départ secrétaire-réceptionniste devint donc  chroniqueuse, conférencière, conceptrice, productrice et animatrice de séries télévisées.

#### Productions télévisuelles
C'est ainsi qu'elle conçoit, produit et anime (à titre de bénévole et mécène) la toute première émission de télévision destinée à mettre en valeur les jeunes entrepreneurs de la relève avec l'émission VoirGRAND.tv diffusée pour la première fois à l'automne 2008 sur les ondes du canal Vox (en 2012, la chaîne a été rebaptisée MAtv) et sur la chaîne ARGENT. Avec des cotes d'écoute qui dépassent maintenant le million de personnes rejointes chaque saison, cette série, produite à Québec, et qui répond à un besoin chez les nouveaux entrepreneurs, a pris fin après 6 saisons (mai 2013). Nicolas Duvernois, un jeune entrepreneur passionné (qui est passé d'employé de salubrité de nuit dans un hôpital pour enfants à créateur de  "PUR Vodka", un produit qui a remporté à trois reprises le titre de meilleure vodka au monde au World Vodka Masters de Londres) a été l'un des grands gagnants qui a marqué la série télévisée. En novembre 2011, le gouvernement du Québec a inclus la série télévisée dans la stratégie québécoise de l'entrepreneuriat.
Dans le cadre de la série VoirGRAND.tv,  Anne Marcotte produit également des documentaires (docu-réalité) sur des entrepreneurs à succès (ex. Madame Cora Tsouflidou des restaurants Cora qu'elle a suivie pendant près d'un an, sur plus d'un continent).
En 2013, à la suite de la tragédie survenue à Lac-Mégantic le 6 juillet de cette année-là, où 47 personnes perdirent la vie lors d'un déraillement de train contenant du pétrole et que plusieurs personnes de cette municipalité perdirent leur maison et commerce, Anne Marcotte sent le besoin de venir en aide à ces gens. Elle produit ainsi la série télévisée Lac-Mégantic.tv : pour entreprendre leur avenir ensemble!. Ces émissions ont pu offrir une tribune permettant aux commerçants touchés par ce désastre de raconter ce qu'ils ont vécu. De nombreuses personnalités du milieu des affaires étaient sur place (ex.: Lise Watier, Cora Tsouflidou, Christiane Germain, etc.) pour leur prodiguer des conseils et des encouragements afin de les aider à remettre sur pied leur entreprise.
"On veut utiliser le pouvoir de la télé afin de mobiliser tout le Québec, susciter l'intérêt, l'appui et l'inspiration chez les téléspectateurs. Je crois à l'effet papillon. Pour nous, ce sera comme d'offrir un battement d'ailes aux commerçants, un battement qui pourrait faire toute la différence!" précise-t-elle.

### Autres expériences télévisuelles, rédactionnelles et conférences
Depuis janvier 2014, elle anime ou participe aux émissions 36virgule5.tv, LesProfessionnels.tv, et Pleinairtousazimuts.tv. En mai 2019, elle participe à l'émission Dans l'œil du dragon en tant que dragonne invitée.
Depuis 2006, elle donne aussi des conférences sur l'entrepreneuriat un peu partout au Québec.
Elle a également rédigé près d'une centaine de chroniques sous le thème "Confidences d'une entrepreneure" dans le Journal de Québec et le Journal de Montréal. Depuis l'automne 2018, elle tient un blogue au journal Les Affaires.

### Aide entrepreneuriale
En 2016, elle devient la cofondatrice avec Nicolas Duvernois et Philippe de Gaspé Beaubien III d'Adopte inc., un organisme venant en aide à des jeunes entrepreneur(e)s démarrant une entreprise par le biais d'une aide financière, d'une formation et de conseils de la part d'entrepreneur(e)s chevronné(e)s. 

### Autres fonctions
Depuis 2012, nommée par le Conseil des ministres, Anne Marcotte est membre du conseil d'administration de la Commission de la capitale nationale du Québec,.
En 2008, elle fut, avec Jean-Marc Léger de Léger Marketing, coprésidente d'honneur de la 10e édition du Concours québécois en entrepreneuriat,.

## Aide aux personnes démunies
En dépit du succès financier qu'elle connaît, Anne Marcotte ne reste pas insensible face à la détresse humaine. Elle raconte par exemple comment, un soir de Noël, elle et plusieurs de ses employés ont préparé et distribué des paniers de Noël à des familles dans le besoin. Ce fut pour elle, dit-elle, "...l’une des plus troublantes expériences de ma vie. Je vis des enfants trembler devant des sacs d’épicerie et s’émerveiller devant des caissons de clémentines et des boîtes de biscuits au fromage. Je fus littéralement jetée à terre. Le lendemain, je retournai visiter cinq ou six familles. Leurs visages ne m’avaient pas quitté de la nuit. À la fin de la journée, j’allais craquer, réalisant l’ampleur de la situation et la petitesse de notre intervention."

## Prix et distinctions
Anne Marcotte reçut en 1998 le Prix Hermès de la relève décerné par la Faculté des sciences de l'administration de l'Université Laval. Elle a été élue en 1997 « jeune personnalité d'affaires » par la Jeune chambre de commerce de Québec. Le magazine Clin d’œil l'a désignée en 2006 comme l'une des 25 femmes les plus allumées au Québec. Elle a également été désignée en 2002 "Personnalité Marketing" par l'Association Marketing Montréal. Marcotte Multimédia a reçu le Fidéide de la meilleure entreprise de service par la Chambre de commerce et d’industrie de Québec.

## Citations
« Les opportunités, on ne les attend pas, on les crée ! » 
« Le succès est un enfant de l’audace, de la créativité, du risque et du travail acharné.  Il se cache parfois dans les sous-sols et les fonds de garage.  Il aime l’inconfort qui pousse notre instinct vers l’action. » 
« Soyez fier de votre persévérance car même si elle est critiquée, parfois ridiculisée, maintes fois mise à l'épreuve, de toute façon, elle fonctionne encore ! »
« Même sans argent ni longues études, on peut devenir entrepreneur(e). Les plus belles aventures entrepreneuriales sont des histoires de survie et de dépassement de soi. En mode de survie, la première chose qu'il faut rebâtir, c'est son estime. Et quand on se lance en affaires, chaque fois qu'on accomplit quelque chose, on bâtit sa confiance...puis on se remet à rêver. On devient alors habité(e) par la flamme entrepreneuriale. »
« Mais, malgré la quantité exceptionnelle (et sous-estimée) d’audace, d’acharnement, de travail et de persévérance que cette nouvelle aventure entrepreneuriale exige chaque jour, l’expérience réussit à étancher pleinement mon désir de bâtir et mon besoin de me surpasser. Encore plus, lorsqu’on me dit que je n’y arriverai pas ! »